# Psilotreta rufa
Psilotreta rufa is een schietmot uit de familie Odontoceridae. De soort komt voor in het Nearctisch gebied.